# Aeternitas

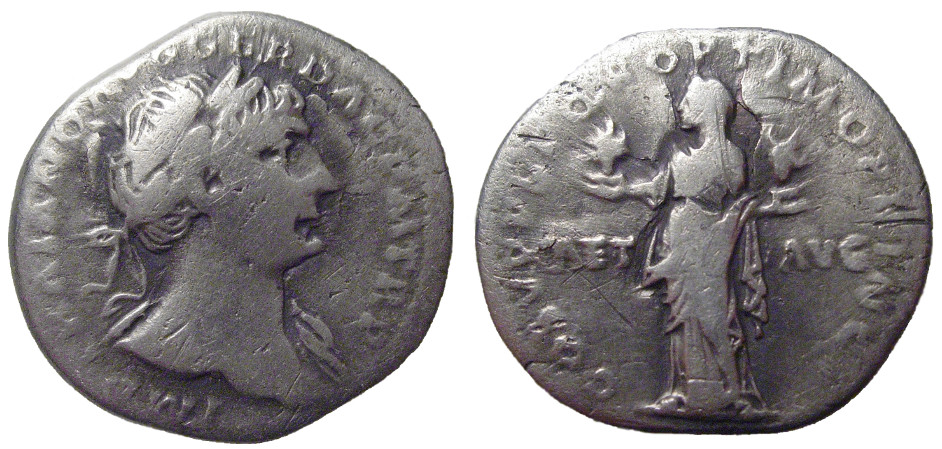
Denár císaře Trajána s jeho Aeternitas na rubu

Aeternitas je římská personifikace věčnosti. Kult této bohyně a dalších personifikovaných abstrakcí byl typický pro císařský kult, představovala jednu ze ctností zbožštěného císaře.
V některých případech je zmiňována jako Aeternitas Imperii „věčnost římské vlády“, pod tímto jménem jí obětovali Arvalští bratří během díkuvzdání za že Nero přežil pokus o atentát. Na mincích z doby Vespasiána drží Aeternitas v každé ruce hlavu reprezentují Sola a Lunu, a Titových drží roh hojnosti, opírá se o žezlo a jednou nohou stojí na glóbu - tato ikonografie jí spojuje s koncepty věčnosti, hojnosti a vlády nad světem. Od 2. století do poloviny 3. století byla vyobrazována s glóbem, nebeskými tělesy a fénixem - symbolem cyklického času. Martianus Capella, ve svém díle Satira de nuptiis Philologiae et Mercurii, označuje Aeternitas za jednu nejvíce ctěných Jupiterových dcer a zmiňuje její kruhový diadém.
Aeternitas byla srolovávaná s helénistickým božstvem jménem Aión, spojovaným s časem, firmamentem a zvěrokruhem.